# Alice Guionnet
Alice Guionnet (24 de maig de 1969) és una matemàtica francesa coneguda per les seves aportacions en la teoria de la probabilitat, en particular en les matrius grans aleatòries.

## Biografia
Guionnet va ingressar a l'École Normale Supérieure de París l'any 1989. Va obtenir el seu doctorat l'any 1995 sota la supervisió de Gérard Ben Arous a la Universitari de París Sud. Els focus de la seva recerca acadèmica es troben en la seva tesi, Dynamique de Langevin d'un verre de spins (Langevin Dynamics de vidre d'espín).
Ha treballat a l'Institut Courant, a la Universitat de Berkeley, al MIT, i a l'École Normale Superieure de París. És actualment una Directora de Recerca a l'ENS de Lyon.

## Obra
Alice Guionnet és coneguda per les seves aportacions en matrius grans aleatòries. En aquest contexxt, va establir principis de les grans desviacions de les mesures empíriques dels valors propis de matrius grans aleatòries, juntament amb Gérard Ben Arous iOfer Zeitouni, va aplicar la teora de la concentracó de la mesura, va iniciar l'estudi rigurós de les matrius de heavy-tail, i va obtenir la convergència de les mesures espectrals de matrius no normals. Va desenvolupar l'anàlisi de les equacions de Dyson-Schwinger per obtenir expansions topològiques asimptòtiques, i va estudiar canvis en els models beta i els enrajolats aleatoris. En col·laboració amb Alessio Figalli, va introduir el concepte de transport aproximat per demostrar la universalitat de les fluctuacions locals.
Alice Guionnet ha demostrat també resultats significatius en probabilitats lliures en comparar les entropies de Voiculescu, construint amb Vaughan Jones i Dimitri Shlyakhtenko una ronda de subfactors d'àlgebres planars de qualsevol índex, i establint isomorfismes entre les àlgebres de von Neumann generades per variables q-Gaussianes construint transport lliure.

## Distincions
L'Institut de Recerca Matemàtica d'Oberwolfach li va atorgar el Premi Oberwofach l'any 1998.
El 2003, li va ser atorgat Premi Rollo Davidson per la seva feina en probabilitat.
Al 2006, l'Acadèmia Francesa de Ciències li va atorgar el Prix Paul Doistau–Émile Blutet.
Per les seves contribucions, va guanyar el 2009 el Premi Loève.
Al 2012 es va convertir en Investigadora Simons. Va ser elegida membre de l'Acadèmia Francesa de Ciències al 2017. és també una fellow de l'Institut d'Estadística Matemàtica.
Guinnet va ser guanyadora de la Medalla Blaise Pascal en Matemàtiques de l'Acadèmia Europea de Ciències, l'any 2018. Va esdevenir membre de l'Academia Europaea al 2017.
Ha estat Cavallera de la Legió d'Honor d'ençà de 2012.